# آناوولدی
آناوولدی (به مجاری: Annavölgy) یک شهرداری در مجارستان است که در ناحیه استرگوم واقع شده‌است. انناوولگی ۴٫۶ کیلومتر مربع مساحت و ۹۶۹ نفر جمعیت دارد.